# Blutiger Freitag
Blutiger Freitag ist ein deutsch-italienischer Kriminalfilm aus dem Jahr 1972. Regisseur Rolf Olsen inszenierte Raimund Harmstorf und Amadeus August in den Hauptrollen. Er kam am 18. April 1972 in die Kinos.

## Handlung
Der junge Verbrecher Heinz Klett wird von zwei Komplizen aus dem Gefängnis befreit und plant dann mit dem Italiener Luigi, seiner Freundin Heidi und deren Bruder Christian einen Überfall auf die Deutsche Finanzbank in München. Als dieser – im Anschluss an einen brutalen Überfall auf einen amerikanischen Waffentransporter – anders als geplant verläuft, nehmen die drei Männer in der Bank Geiseln – unter ihnen die Tochter eines reichen Finanziers – und verlangen ein Lösegeld von vier Millionen D-Mark. Um nach dem Herztod einer Frau und der Verwundung eines Mannes durch Heinz weitere Opfer zu vermeiden, stellt die Polizei einen Fluchtwagen zur Verfügung, mit dem sie samt drei Geiseln fliehen. Sie treffen sich mit Heidi. Auf der Flucht gibt es weitere Opfer, so ein Polizist; aber auch Luigi wird durch einen Hund schwer verwundet. Es gelingt Heinz und Heidi, in ein Blockhaus zu fliehen, wo sie jedoch aufgespürt und getötet werden.

## Kritik
„Hier ist einfach alles vorhanden, was den Liebhaber sleaziger Machwerke jubilieren lässt“, lobt Karsten Thurau das, was das Lexikon des internationalen Films bemängelt: „Ein sichtlich eilig konzipierter und gedrehter Krimi, der auf die Banküberfälle in deutschen Großstädten Anfang der 70er Jahre reagierte. Im Mittelpunkt dieser – mit einer Dosis Klassenkampf, plakativen Sprüchen und mehreren Portionen Brutalität versetzter – Bankraubversion agiert eine merkwürdig zusammengesetzte Gruppe von Gestrandeten“.

## Bemerkungen
Der Film greift die zeitgenössische Diskussion von Überfällen auf Banken auf und verbindet sie mit anderen Elementen der Realität der 1970er Jahre: Der Banküberfall mit Geiselnahme von 1971 auf die Deutsche Bank in der Münchner Prinzregentenstraße wird mehrmals erwähnt und Anspielungen auf die Frühgeschichte der Rote Armee Fraktion finden sich ebenso wie das Stilmittel der inszenierten Befragung von Passanten.
Gedreht wurde der Film in München und Umgebung. Drehort der "Deutschen Finanzbank" war die Josef-Retzer-Straße 47 in Pasing. Aufnahmen in der Umgebung entstanden unter anderem in Schäftlarn und Aumühle (Egling).
Italienischer Titel ist Violenza contro la violenza.
Im Mai 2017 wurde auf DVD und Blu-ray eine gegenüber der Kinofassung fünf Minuten längere Fassung des Films veröffentlicht.